# 워털루교
워털루 교(영어: Waterloo Bridge)는 잉글랜드 런던 템스강을 가로지르는 다리로, 블랙프라이어스 교와 헝거퍼드 교 사이에 있다.